# Force Masters: The Challenge
Force Masters: The Challenge simplificado también como Force Masters, es un reality show costarricense de carácter de Entretenimiento deportivo y Competición deportiva producido por Teletica, basado en un formato similar al de American Ninja Warrior.
La primera temporada se estrenó el domingo 19 de febrero del 2023 a las 7 p. m. con cambios de horario para los países que sintonizan la señal internacional de Teletica y tuvo una duración de dos horas. El ganador de la primera temporada fue Steven Castro Carvajal y obtuvo un Toyota Hilux 2023 como premio. 
- Ver Más Aquí

## Elenco

### Presentadores
El conductor de "De Boca en Boca", Bismarck Méndez y la ex-Miss Costa Rica (2019) Paola Chacón fueron los presentadores del espacio en la primera temporada.

### Otros
El equipo lo completaron Antonio Bertarioni, conocido popularmente como el 'Tigre Tony', quien fue el encargado de animar al público en el set; DJ Bubu y Manuel Jiménez, "Vampiro", el narrador de la competencia.
Además, el nuevo programa contó con un asesor deportivo, el 'crossfitero' y entrenador Francisco Lara.

## Proceso de selección
Los potenciales concursantes pasaron por una rigurosa serie de pruebas de análisis deportivo, en las que se analizaban el balance de la persona, la concentración, y en otra la fuerza de brazos antes de tener la posibilidad de ser uno de los 50 participantes elegidos.

## Especificaciones de las temporadas
| 1 | 50 | 10 | 6 | 12 | 19 de febrero — 7 de mayo de 2023 | Steven Castro Carvajal |

## Primera Temporada (2023)
La primera temporada del programa Force Masters: The Challenge se estrenó el domingo 19 de febrero a partir de las 7 p. m. por su Teletica y tuvo una duración de dos horas. Y finalizó el domingo 7 de mayo de 2023.

### Formato y mecánica
Este fue un formato de 12 programas, en el que fueron apareciendo 10 personas por episodio y únicamente clasificaban dos por semana. Para el sexto episodio, los finalistas compitieron juntos.
El circuito tiene forma de herradura: clasificaba el competidor que llegara hasta el final del mismo en el tiempo más corto.
- En el caso de que, de esos 10, solo llegara uno, se tuvo un check-point o zona segura para asegurarse de siempre tener a dos clasificados. La persona que llegue a esta zona en el mejor tiempo clasificará.

### Audiciones
Las audiciones para Force Masters: The Challenge se realizaron los días viernes 9 y sábado 10 de diciembre del 2022 en las instalaciones de Teletica, Canal 7, en La Sabana. La convocatoria estuvo abierta para deportistas mayores de 18 años, hombres y mujeres, sin límite de edad.

### Tabla de posiciones
A continuación se muestra la tabla de posiciones generales de los 10 participantes clasificados a la fase 2 de la competencia.
| Participante                    | Edad    | Profesión                      | Puesto alcanzado            |
| ------------------------------- | ------- | ------------------------------ | --------------------------- |
| Steven Castro Carvajal          | 25 Años | Artista Plástico               | Ganador                     |
| Julio César Braudigan Quirós    | 23 Años | Estudiante Universitario       | 2.do Lugar                  |
| Juan Ignacio Gutiérrez Quirós   | 19 Años | Estudiante Ingeniería Mecánica | 3.er Lugar                  |
| Yustin Yeraldo Morales Calderón | 27 Años | Comerciante                    | 4.to Lugar                  |
| Jose Fallas Campos              | 36 Años | Entrenador y Estudiante        | 5.to Lugar                  |
| Verónica Aragón Alvarado        | 27 Años | Administradora                 | 6.to Lugar                  |
| Jose Alonso Castro Barquero     | 39 Años | Profesor de Calistenia         | 3.er participante eliminado |
| Kenneth Valerio Hernández       | 32 Años | Educador Físico                | Fuera de la competencia     |
| Antonio Mc Nish Miller          | 45 Años | Chef Caribeño                  | 2.do participante eliminado |
| William Enrique Mora Fallas     | 31 Años | Entrenador Personal            | 1.er participante eliminado |

### Participantes
Tras un proceso de audiciones, se seleccionaron los 50 participantes que pondrán a prueba sus habilidades:

#### Fase 1
Cada semana, 10 participantes compitieron por un puesto, pero únicamente clasificaban dos por programa, y recibieron un premio de ₡250.000.
(Se indican los nombres, edades, profesiones y resultados durante la fase 1 del concurso)
| Jose Alonso Castro Barquero  | 39 Años | Profesor de Calistenia | Clasificó               |
| Verónica Aragón Alvarado     | 27 Años | Administradora         | Clasificó               |
| Max Murillo Araya            | 32 Años | Preparador Físico      | Check Point             |
| Andrey Zúñiga Venegas        | 25 Años | Tatuador               | Check Point             |
| Evelio Valverde Corrales     | 27 Años | Educador Físico        | Check Point             |
| Gonzalo Solano Pereira       | 57 Años | Entrenador Personal    | Check Point             |
| Jennifer Hidalgo González    | 24 Años | Entrenadora            | Check Point             |
| Karla Céspedes Arce          | 27 Años | Entrenadora            | Check Point             |
| Angélica Sofía Girón Delgado | 26 Años | Preparadora Física     | No llegó al Check Point |
| Paula Villalobos López       | 25 Años | Contadora Pública      | No llegó al Check Point |

     El/La participante clasificó con el mejor tiempo.
     El/La participante llegó hasta el check-point.
     El/La participante no llegó al check-point.
| Kenneth Valerio Hernández   | 32 Años | Educador Físico              | Clasificó               |
| William Enrique Mora Fallas | 31 Años | Entrenador Personal          | Clasificó (Check Point) |
| Óscar Steven Castro Sevilla | 31 Años | Educador Físico              | Check Point             |
| Emmanuel Arce Quesada       | 21 Años | Promotor de la Salud Pública | Check Point             |
| Pablo Andrés Rojas Ramírez  | 25 Años | Estudiante                   | Check Point             |
| Rachel Fonseca Muñoz        | 23 Años | Negocio Propio               | Check Point             |
| Karla Morera Duran          | 37 Años | Ciencias Forenses            | Check Point             |
| Laura Gutiérrez Herrera     | 33 Años | Negocio Propio               | Check Point             |
| Jessica Villareal Ismael    | 29 Años | Estudiante                   | No llegó al Check Point |
| Glenda Sánchez Maroto       | 25 Años | Administración de Negocios   | No llegó al Check Point |

     El/La participante clasificó con el mejor tiempo.
     El/La participante llegó hasta el check-point.
     El/La participante no llegó al check-point.
| Yustin Morales Calderón       | 27 Años | Comerciante                              | Clasificó               |
| Juan Ignacio Gutiérrez Quirós | 19 Años | Estudiante Ingeniería Mecánica           | Clasificó               |
| Manfred Picado Mora           | 33 Años | Coach                                    | Check Point             |
| Dagoberto Antonio Badilla     | 40 Años | Educador Físico                          | Check Point             |
| Reiner Bejarano Loría         | 39 Años | Chofer                                   | Check Point             |
| Kevin Alonso Aguilera Alfaro  | 30 Años | Entrenador y Estudiante Educación Física | Check Point             |
| Greivin Canales López         | 28 Años | Bailarín                                 | Check Point             |
| Santiago Sánchez Murillo      | 34 Años | Comerciante                              | Check Point             |
| Luigi Porras Monge            | 35 Años | Tramitador                               | Check Point             |
| Kendall Solís Vargas          | 21 Años | Entrenador y Atleta Men's Physique       | No llegó al Check Point |

     El/La participante clasificó con el mejor tiempo.
     El/La participante llegó hasta el check-point.
     El/La participante no llegó al check-point.
| Julio César Braudigan Quirós | 23 Años | Estudiante Universitario       | Clasificó               |
| Antonio Mc Nish Miller       | 45 Años | Chef Caribeño                  | Clasificó               |
| Kimberly Claret Soto Murillo | 36 Años | Tec. en Preparación Física     | Check Point             |
| Gloriana López Ruíz          | 24 Años | Estudiante Universitaria       | Check Point             |
| Mónica Mora Llama            | 32 Años | Veterinaria y Entrenadora      | Check Point             |
| Alejandro Quirós Porras      | 37 Años | Bombero                        | Check Point             |
| Fabiola Brenes Tijerino      | 26 Años | Educadora Física               | Check Point             |
| Viviana Calvo Jiménez        | 37 Años | Administradora                 | Check Point             |
| Diana Garita Rojas           | 29 Años | Educadora Física y Entrenadora | No llegó al Check Point |
| Rafael Ovidio Valverde Mora  | 26 Años | Modelo y Bailarín              | No llegó al Check Point |

     El/La participante clasificó con el mejor tiempo.
     El/La participante llegó hasta el check-point.
     El/La participante no llegó al check-point.
| Steven Castro Carvajal       | 25 Años | Artista Plástico                    | Clasificó               |
| Jose Fallas Campos           | 36 Años | Entrenador y Estudiante             | Clasificó               |
| Leonardo Calderón Obaldía    | 36 Años | Biólogo y Entrenador de Parkour     | No Clasificó            |
| Franklin Cajina Ríos         | 32 Años | Misc. Químico                       | Check Point             |
| Francisco Ramírez Villalobos | 31 Años | Presentador de TV                   | Check Point             |
| Deiby Hernández Fernández    | 31 Años | Transporte Público y Modelo         | Check Point             |
| Jose Manuel Rojas Cortes     | 27 Años | Entrenador y Profesor Universitario | Check Point             |
| Jonathan Mojica Vásquez      | 25 Años | Operario de Maquinaría              | Check Point             |
| Daniel Leandro Aguilar       | 28 Años | Analista de Datos                   | No llegó al Check Point |
| Emmanuel Vargas Sánchez      | 23 Años | Albañil                             | No llegó al Check Point |

     El/La participante clasificó con el mejor tiempo.
     El/La participante concluyó con el mejor tiempo, pero no clasificó.
     El/La participante llegó hasta el check-point.
     El/La participante no llegó al check-point.

#### Fase 2
Los participantes clasificados competieron juntos en la segunda fase de la competencia, y el ganador de la noche recibió un premio que aumentaba con cada programa. A partir de la semana 7, el participante que ocupó el último lugar de la tabla de puntos acumulados fue eliminado.
(Se indican los nombres, tiempos y resultados durante la fase 2 del concurso)
| Fase 2 "Tiempos realizados por semana" |                    |          |          |           |           |                         |                         |                         |             |
| Semana Clasif.                         | Participante       | 6        | 7        | 8         | 9         | 10                      | 11                      | 12                      | Puesto      |
| Semana 5                               | Steven Castro      | 03:33:40 | 03:05:49 | 02:47:08  | 04:43:39  | 05:30:52                | 03:42:20                | 05:10:00                | Ganador     |
| Semana 4                               | Julio C. Braudigan | 03:57:55 | 04:45:23 | 03:17:13  | 02:01:46  | 02:18:02                | 04:36:06                | 02:22:24                | 2.do Lugar  |
| Semana 3                               | Juan I. Gutiérrez  | 01:30:00 | 05:08:26 | 03:09:38  | 04:40:07  | 05:15:17                | 01:07:15                | 05:22:26                | 3.er Lugar  |
| Semana 3                               | Yustin Morales     | 02:04:44 | 04:16:58 | 03:15:37  | 02:26:52  | 03:58:40                | 02:01:04                | 02:09:58                | 4.to Lugar  |
| Semana 5                               | Jose Fallas        | 04:29:10 | 03:3252  | 02:32:46  | 06:00:36  | 01:58:48                | 01:28:23                | 04:25:27                | 5.to Lugar  |
| Semana 1                               | Verónica Aragón    | 04:41:58 | 08:17:06 | 06:52:06  | 02:53:21  | 08:00:08                | 03:38:17                | 05:53:00                | 6.to Lugar  |
| Semana 1                               | Alonso Castro      | 04:44:29 | 03:32:51 | 04:37:48  | 05:47:48  | 05:36:49                | 01:35:16                | Eliminado               | 7.mo Lugar  |
| Semana 2                               | Kenneth Valerio    | 02:50:53 | 05:00:56 | 05:31:36  | 01:21:5   | Fuera de la competencia | Fuera de la competencia | Fuera de la competencia | 8.vo Lugar  |
| Semana 4                               | Antonio Mc Nish    | 01:43:07 | 04:36:14 | 03:06:01  | Eliminado | Eliminado               | Eliminado               | Eliminado               | 9.no Lugar  |
| Semana 2                               | William Mora       | 01:49:40 | 04:29:55 | Eliminado | Eliminado | Eliminado               | Eliminado               | Eliminado               | 10.mo Lugar |

     El/La participante ganó con el mejor tiempo.
     El/La participante tuvo el mejor tiempo, pero no ganó.
     El/La participante concluyó el recorrido, pero no tuvo el mejor tiempo.
     El/La participante llegó hasta el check-point.
     El/La participante no llegó al check-point.

#### Puntos Generales
La puntuación se asignÓ de acuerdo a la posición del participante de su respetiva semana.
(Se indican los nombres, puntos y resultados durante la fase 2 del concurso)
| Fase 2 "Puntos acumulativos por semana" |                    |    |    |   |   |   |    |   |    |    |       |
| Semana Clasif.                          | Participante       | 6  | 7  | 8 | 9 |   | 10 |   | 11 | 12 | Total |
| Semana 5                                | Steven Castro      | 1  | 1  | 1 | 2 | 3 | 1  | 1 | 7  |    |       |
| Semana 4                                | Julio C. Braudigan | 2  | 3  | 4 | 5 | 5 | 2  | 4 | 20 |    |       |
| Semana 3                                | Juan I. Gutiérrez  | 8  | 4  | 2 | 1 | 2 | 4  | 2 | 21 |    |       |
| Semana 3                                | Yustin Morales     | 5  | 2  | 3 | 6 | 1 | 3  | 3 | 22 |    |       |
| Semana 5                                | Jose Fallas        | 3  | 8  | 7 | 4 | 6 | 6  | 5 | 33 |    |       |
| Semana 1                                | Verónica Aragón    | 7  | 5  | 9 | 8 | 7 | 5  | 6 | 40 |    |       |
| Semana 1                                | Alonso Castro      | 4  | 7  | 5 | 3 | 4 | 7  |   | 26 |    |       |
| Semana 2                                | Kenneth Valerio    | 6  | 10 | 6 | 7 |   |    |   |    | 29 |       |
| Semana 4                                | Antonio Mc Nish    | 10 | 6  | 8 |   |   |    |   |    |    | 24    |
| Semana 2                                | William Mora       | 9  | 9  |   |   |   |    |   |    |    | 18    |

Nota: debido a la lesión de un participante, de los atletas eliminados en la fase 2, se llevó a cabo un repechaje para que uno de ellos regresara a la competencia. Por lo que en el capítulo 10 los puntajes se reiniciaron y un atleta reingresó, y los puntajes de la semifinal comenzaron de 0 y no se suman al puntaje final.
     El/La participante estuvo en el primer lugar de la tabla.
     El/La participante estuvo en el segundo lugar de la tabla.
     El/La participante estuvo en el tercer lugar de la tabla.
     El/La participante estuvo en el último lugar de la tabla.
     El/La participante fue eliminado de la competencia.
     El/La participante dejó la competencia por lesión.
     El/La participante regresó a la competencia.

### Dinero ganado por los participantes
| Participante       | Dinero     |
| ------------------ | ---------- |
| Steven Castro      | ₡3.050.000 |
| Yustin Morales     | ₡1.150.000 |
| Juan I. Gutiérrez  | ₡1.050.000 |
| Julio C. Braudigan | ₡250.000   |
| Alonso Castro      | ₡250.000   |
| Jose Fallas        | ₡250.000   |
| Kenneth Valerio    | ₡250.000   |
| Verónica Aragón    | ₡250.000   |
| Antonio Mc Nish    | ₡250.000   |
| William Mora       | ₡250.000   |

█ El/La participante ganó el Toyota Hilux 2023 por ganar la primer temporada de Force Masters.

### Participantes Invitados
En cada episodio, participarán dos caras conocidas, y el que consiga el mejor tiempo al realizar el circuito podrá donar ₡1.000.000 a la fundación de bien social de su escogencia.
| Posiciones        | Posiciones          | Posiciones | Posiciones         | Posiciones          | Posiciones | Posiciones |
| Participante      | Profesión           | Resultado  |                    | Participante        | Profesión  | Resultado  |
| ----------------- | ------------------- | ---------- | ------------------ | ------------------- | ---------- | ---------- |
| Daniel Carvajal   | Entrenador Personal | Ganó       | Renzo Rímolo       | Comediante          | Perdió     |            |
| Randall Casanova  | Modelo              | Ganó       | Adrían Zumbado     | Tiktoker            | Perdió     |            |
| Gipzy Montoya     | Presentadora de TV  | Ganó       | Jacky Álvarez      | Educadora Física    | Perdió     |            |
| Marko Jara        | Cantante            | Ganó       | Johnny López       | Periodista          | Perdió     |            |
| William Sunsing   | Futbolista          | Ganó       | José Andrés Peréz  | Prof. de Música     | Perdió     |            |
| Kenneth Tencio    | Deportista          | Ganó       | Mauricio Hoffmann  | Presentador de TV   | Perdió     |            |
| Enrique Dodero    | Cantante            | Ganó       | Berni Madrigal     | Prod. Eventos       | Perdió     |            |
| Alonso Swirgsde   | Modelo              | Ganó       | Sergio Solano      | Gener. de Contenido | Perdió     |            |
| Ryan Weiss        | Modelo              | Ganó       | Andrés Jiménez     | Músico              | Perdió     |            |
| Leo Jara          | Cantante            | Ganó       | Richard Coronado   | Modelo              | Perdió     |            |
| José Pablo Chacón | Coach               | Ganó       | Juan Carlos Solano | Narrador            | Perdió     |            |

Invitados Especiales
A partir del episodio 7, varias instituciones costarricenses fueron invitadas al programa para realizar el circuito en forma de homenaje.
| Benemérito Cuerpo de Bomberos      | Pablo Herrera   | Bombero           |
| Benemérito Cuerpo de Bomberos      | David Plazaola  | Preparador Físico |
| Fuerza Pública de Costa Rica       | Joseph López    | Policía           |
| Fuerza Pública de Costa Rica       | Manuel Avilés   | Policía           |
| Benemérita Cruz Roja Costarricense | Carlos López    | Unidad Acuática   |
| Benemérita Cruz Roja Costarricense | Shinichiro Ueda | Unidad Acuática   |

### Obstáculos
El circuito de Force Masters: The Challenge estuvo compuesto por 11 obstáculos de alto nivel de dificultad a los cuales debían enfrentarse los participantes cada domingo.
Fase 1
- Gradas de arranque: El atleta iniciará sobre unas gradas que deberá ir bajando una a una.
- Arrakis: Debérá recoger cuatro sandbags y colocarlos en la cajuela del Hilux. No se puede apoyar para subirlos y la cajuela debe quedar cerrada.
- Imhotep: Deberá tomar del piso un par de Kettlebells, debe cargar cada una al lado del cuerpo y subir las gradas. Los Kettlebells únicamente tocan el piso al iniciar y finalizar.
- Tarzan Rings: Debe alcanzar una barra donde se impulsará para saltar hacia una secuencia de argollas que tendrá que pasar una en una en modo de pasamanos.
- Volatín: Debe caminar sobre un cilindro que gira sobre su propio eje. Tendrá que pasar únicamente caminando o corriendo por encima de todo el cilindro y debe recorrerlo por completo.
- The Trench: Deberá pasar de un punto a otro saltando sobre cinco rampas inclinadas que se encontrarán suspendidas sobre una piscina. No podrá evitar ninguna de las mismas.
- Shooting Star: Debe pasar caminando, corriendo o saltando sobre cuatro plataformas que se encuentran suspendidas con cuerdas en el aire.
- Vormir: El atleta debe pasar en modo de pasamanos, saltar con el tubo de una muesca a la siguiente, calculando calzar el tubo en cada muesca para no caer. Este tubo deberá ir encajando en muescas que se encontrarán a 50 centímetros una de la otra.
- Averno: El Averno se compone de una estructura con forma de L en horizontal, donde cada atleta debe saltar y colgarse de la estructura. Cuando esta rote, debe de colgarse de unas cuerdas que harán que la misma regrese a su posición original.
- Goombas: Deberá recorrer 8 metros saltando de una goomba a otra hasta completar la distancia. Cada una tendrá el punto de equilibrio en el centro y será inestable al momento de pisarlo. El pie debe estar completamente sobre la superficie y sin tocar el agua.
- Chronos Tower: Debe subir en medio de dos paredes de acrílico, apoyando sus pies y manos y de la forma en que se sienta más cómodo y seguro. Una vez que inicie su ascenso, el único camino es llegar hasta la cima.

Para el sexto programa de Force Masters: The Challenge, la producción cambió el circuito: se le añadieron nuevos obstáculos y algunos se quedaron, pero con modificaciones que los hicieron más complicados para los participantes.
Fase 2
- Kannel: El atleta debe empujar la plataforma sobre la cual se posiciona el Toyota Hilux para hacerlo girar 180 grados. Esta plataforma posee un sistema de freno que generará resistencia al empuje.
- Zona Átropos: El atleta debe avanzar por la zona átropos. Tendrá que trasladarse mientras sube a través de una serie de cuerdas.
- Paradox: El atleta debe pasar esta prueba a manera de pasamanos, sin embargo, en este caso debe de llevarse consigo el tubo donde se cuelga. El competidor debe de ir en ascenso, saltando con la barra sobre una secuencia de peldaños de 5cm a modo de gradas en ascenso.
- Diskor: El competidor debe colgarse de un cilindro de tubos de metal. Para avanzar deben de mover el cilindro, agarrándose y tirando (con su propio peso corporal) de un tubo distinto a la vez.
- Bifrost: El atleta deberá pasar desde el inicio de la piscina hasta una plataforma final, en medio de 2 franjas de acrílico que tendrán una longitud de 5.50m. El competidor tendrá que pasar extendido sujetándose por medio de la presión que debe ejercer con sus manos y sus pies.
- Draupner: Secuencia de pines que deben pasar a modo de pasamanos, usando únicamente sus manos para agarrar cada uno de los pines ubicados a cada lado de la estructura. El recorrido será en ascenso hacia el centro y luego en descenso..
- Alamut: El atleta debe recorrer 8 metros de distancia, agarrado de bloques de madera con sus pies y manos. Estos bloques se encuentran suspendidos a 1.80 metros de altura y a 1 metro de distancia entre cada uno.
- Kraken: El atleta debe avanzar por la zona kraken. Tendrá que trasladarse mientras sube a través de una serie de cuerdas y estructuras ancladas a 4 bases giratoria guiadas por un motor.
- FM7:
- Makalu:

### Dificultad
Cada obstáculo contó con su dificultad al momento de realizar o completar el circuito, a continuación se muestra el nivel de dificultad de acuerdo a cada semana del programa.  
| Obstáculo / Semana | Fase 1 | Fase 1 | Fase 1 | Fase 1 | Fase 1 | Fase 2 | Fase 2 | Fase 2 | Fase 2 | Fase 2 | Fase 2 | Fase 2 |
| Obstáculo / Semana | 1      | 2      | 3      | 4      | 5      | 6      | 7      | 8      | 9      | 10     | 11     | 12     |
| Alamut             | N/A    | N/A    | N/A    | N/A    | N/A    | N/A    | N/A    | N/A    |        |        |        |        |
| Arrakis            |        |        |        |        |        | N/A    | N/A    | N/A    | N/A    | N/A    | N/A    | N/A    |
| Averno             |        |        |        |        |        |        |        |        |        |        |        |        |
| Bifrost            | N/A    | N/A    | N/A    | N/A    | N/A    | N/A    |        |        |        |        |        |        |
| Chronos Tower      |        |        |        |        |        |        |        |        |        |        |        |        |
| Diskor             | N/A    | N/A    | N/A    | N/A    | N/A    |        |        |        |        |        |        |        |
| Draupner           | N/A    | N/A    | N/A    | N/A    | N/A    | N/A    | N/A    |        |        |        | N/A    | N/A    |
| FM7                | N/A    | N/A    | N/A    | N/A    | N/A    | N/A    | N/A    | N/A    | N/A    | N/A    |        |        |
| Goombas            |        |        |        |        |        |        |        |        | N/A    | N/A    | N/A    | N/A    |
| Imhotep            |        |        |        |        |        | N/A    | N/A    | N/A    | N/A    | N/A    | N/A    | N/A    |
| Kannel             | N/A    | N/A    | N/A    | N/A    | N/A    |        |        |        |        |        |        |        |
| Kraken             | N/A    | N/A    | N/A    | N/A    | N/A    | N/A    | N/A    | N/A    | N/A    |        |        |        |
| Makalu             | N/A    | N/A    | N/A    | N/A    | N/A    | N/A    | N/A    | N/A    | N/A    | N/A    | N/A    |        |
| Paradox            | N/A    | N/A    | N/A    | N/A    | N/A    |        |        |        |        |        |        |        |
| Shooting Star      |        |        |        |        |        |        |        |        |        |        |        |        |
| Tarzan Rings       |        |        |        |        |        |        |        | N/A    | N/A    | N/A    | N/A    | N/A    |
| The Trench         |        |        |        |        |        |        | N/A    | N/A    | N/A    | N/A    | N/A    | N/A    |
| Volatín            |        |        |        |        |        |        |        |        |        |        |        | N/A    |
| Vormir             |        |        |        |        |        | N/A    | N/A    | N/A    | N/A    | N/A    | N/A    | N/A    |
| Zona Átropos       | N/A    | N/A    | N/A    | N/A    | N/A    |        |        |        |        | N/A    | N/A    | N/A    |

N/A: El obstáculo No Aplica para esa semana porque se eliminó o se cambió por otro.
 El obstáculo fue completado por uno o más participantes.
 El obstáculo no fue completado por uno o más participantes.